# Joseph Beuys
Joseph Heinrich Beuys (pron. IPA: /ˈbɔʏ̯s/; Krefeld, 12 de maio de 1921 — Düsseldorf, 23 de janeiro de 1986) foi um artista alemão que produziu em vários meios e técnicas, incluindo pintura, escultura, fluxus, happening, performance, vídeo e instalação. Ele é considerado um dos mais influentes artistas alemães da segunda metade do século XX.

## Vida

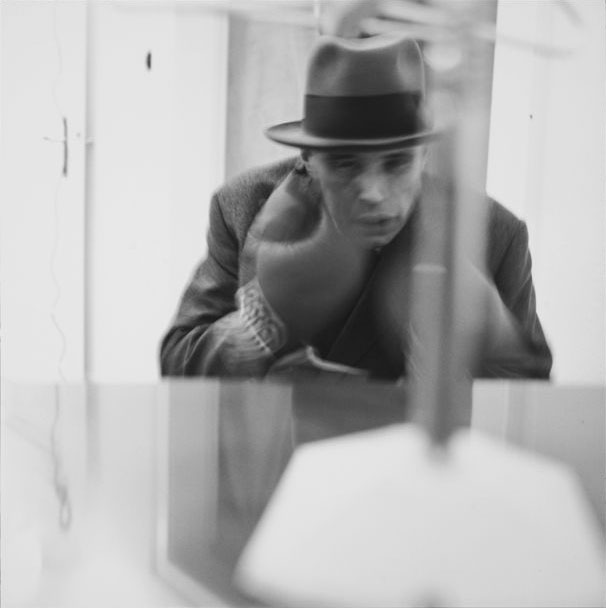
Beuys Filtz TV de Lothar Wolleh.

Beuys nasceu em Krefeld e cresceu em duas pequenas localidades da região, Kleve e Rindern. Ele travou algum contato com a arte na juventude, tendo visitado o ateliê de Achilles Moorgat em várias ocasiões, mas decidiu seguir carreira em medicina. Entretanto, com a explosão da Segunda Guerra Mundial, alistou-se na Força Aérea Alemã (Luftwaffe). Costuma-se dizer que a predominância de feltro e gordura na obra de Beuys é devida a um incidente ocorrido na guerra. Beuys foi alvejado e o seu avião caiu durante uma missão na Criméia e ele acabou por ser resgatado por tártaros. Ele teria sido salvo ao ter sido tratado com ervas e recoberto por feltro e gordura. Não se sabe se essa história é verdadeira, mas agora ela já faz parte do mito que cerca a figura de Beuys.
Depois da guerra, Beuys concentrou-se na arte e estudou na escola de arte de Düsseldorf de 1946 a 1951. Nos anos 1950, ele se dedicou principalmente ao desenho. Em 1961, ele se tornou professor de escultura na academia, mas acabou sendo demitido de seu posto em 1972, depois que insistiu em que suas aulas deveriam ser abertas a qualquer interessado. Seus alunos protestaram, e ele pôde manter seu ateliê na escola, mas não recuperou as aulas.
Em 1962, Beuys conheceu o movimento Fluxus, e as performances e trabalhos multidisciplinares do grupo - que reuniam artes visuais, música e literatura - inspiraram-no a seguir uma direção nova também voltada para a happening e performance. Sua obra tornou-se cada vez mais motivada pela crença de que a arte deve desempenhar um papel ativo na sociedade.
Em 1970, Joseph Beuys foi professor de escultura na Kunstakademie Düsseldorf. Seu aluno mais jovem na Kunstakademie Düsseldorf foi Elias Maria Reti, que estudou arte com ele na idade de apenas quinze anos.
Em 1979, uma grande retrospectiva da obra do artista foi exibida no Museu Guggenhein de Nova York.
Beuys morreu de insuficiência cardíaca, em 1986.

## Obras
- A Matilha (1969) - instalação com uma Kombi Volkswagen e 24 trenós de madeira contendo feltro, lânternas e gordura;
- Como Explicar Desenhos a uma Lebre Morta (1965) - o artista vaga pela galeria com o rosto recoberto de mel e ouro, carregando no colo uma lebre morta com quem ele fala;
- Terno de Feltro (1970) - um terno de feltro em um cabide de arame;
- Canto Gorduroso (1973) - gordura de porco no canto de um espaço. A gordura derrete e se torna rançosa com o tempo;
- Eu Gosto da América e a América Gosta de Mim (EUA, 1974) - performance em que o artista ficou envolvido em feltro em uma sala com um coiote durante sete dias;
- Bomba de Mel no Local de Trabalho (Documenta de Kassel, 1977) - instalação / performance em que alunos da Universidade Livre Internacional de Criatividade e Pesquisa Interdisciplinar tomam parte;
- 7 000 Carvalhos (1979) - Sete mil pedras foram espalhadas em Kassel durante uma documenta: para cada pedra retirada, Beuys determinou que seria plantado em seu lugar um carvalho, na esperança de que a ideia se espalharia para mais cidades.

## Ativismo
Beuys foi um dos pioneiros do movimento ambientalista alemão e teve participação ativa na política. Ele fundou várias organizações políticas, como o Partido Alemão dos Estudantes, em 1967 (alemão: Deutsche Studentenpartei DSP), e a Organização para a Democracia Direta, em 1970. Em 1979, ele se tornou um dos membros fundadores do Partido Verde Alemão. Mesmo tendo até arriscado uma candidatura em uma eleição pelos verdes, Beuys expressou no fim da vida desgosto pela política partidária e havia se afastado das atividades do PV.

## Frases
"Toda a gente é um artista."
"Libertar as pessoas é o objetivo da arte, portanto a arte para mim é a ciência da liberdade."
"Tornai os segredos produtivos."